# خالد بدره
خالد بدره (عربی: خالد بدرة؛ زادهٔ ۸ آوریل ۱۹۷۳) یک بازیکن فوتبال اهل تونس است.
وی همچنین در تیم ملی فوتبال تونس بازی کرده‌است.